# Isidor Caro
Isidor Caro (geboren am 6. Oktober 1877 in Żnin, Deutsches Reich; gestorben am 28. August 1943 im Ghetto Theresienstadt) war ein deutscher Rabbiner der jüdischen Gemeinde Köln.

## Leben
Isidor Caro wurde als erster Sohn einer jüdischen Gelehrtenfamilie geboren, deren Abstammung auf den Rabbiner Josef Caro (1488–1575) zurückgeht. Isidor Caro studierte zunächst am Rabbinerseminar, anschließend in Berlin an der Lehranstalt für die Wissenschaft des Judentums und beendete seine wissenschaftliche Ausbildung an der Universität Rostock  1902 mit einer Promotion über Heinrich VI. in den Fächern Geschichte und Philosophie.
Im Jahr 1908 zog er nach Köln, um als Rabbiner der jüdischen Gemeinde tätig zu werden. Nach dem Ausscheiden von Adolf Kober arbeitete er als Religionslehrer am Gymnasium Kreuzgasse. Im darauf folgenden Jahr heiratete er Klara Beerman und zog in das Haus Ehrenfeldgürtel 171 im Kölner Stadtteil Ehrenfeld. Das Ehepaar widmete sich bis 1938 intensiv der seelsorgerischen Tätigkeit. Seit 1913 war Caro als Anstaltsgeistlicher für jüdische Strafgefangene tätig. Seine Frau Klara engagierte sich seelsorgerisch für weibliche jüdische Strafgefangene im Kölner Gefängnis Klingelpütz, entlassene weibliche Strafgefangene sowie für psychiatrische Patienten, die in der Krankenanstalt Lindenburg untergebracht waren.
Anlässlich des 25. Jahrestages des Wirkens des Ehepaares Caro für die Kölner Synagogengemeinde, der ehrenamtlichen seelsorgerischen Tätigkeit sowie zur Silberhochzeit wurden Isidor Caro und seine Frau 1934 von der jüdischen Gemeinde Kölns geehrt. Als Geschenk erhielt das Ehepaar eine Reise nach Palästina, die sie 1935 antraten. Entgegen dem Anraten von Freunden nahmen sie weder diese Reise noch Visa nach Kuba und Großbritannien wahr, um Deutschland zu verlassen. 1933 schickte das Ehepaar Caro ihren 18-jährigen Sohn nach London, 1936 folgte ihm seine Schwester Rut. Nach einer schweren Erkrankung Hermanns schickten die Eheleute ihren Sohn zur Rekonvaleszenz in die psychiatrische Klinik Het Apeldoornsche Bosch, Apeldoorn (Holland). Am 22. Januar 1943 wurde er von dort deportiert und im Vernichtungslager Auschwitz nach seiner Ankunft vergast.
Auch nach 1933 veröffentlichte Isidor Caro zahlreiche Aufsätze zum jüdischen Gemeindeleben in Köln und zur Ausgestaltung des Religionsunterrichts. Nach dem Tod des Gemeinderabbiners Ludwig Rosenthal 1938 übernahm Isidor Caro diese Aufgabe.
1941 wurde Familie Caro aus der Wohnung am Ehrenfeldgürtel vertrieben und musste sich mit 13 anderen Personen die kleine Wohnung im Hinterhaus der Synagoge Roonstraße 50 teilen.
Im Juni 1942 meldeten sich Isidor Caro und seine Frau für den ersten Transport Kölner Juden nach Theresienstadt. Im Ghetto Theresienstadt war Isidor Caro in der so genannten Hannover-Kaserne, Hauptstraße 1, untergebracht. Der Kölner Rabbiner war auch hier seelsorgerisch tätig und konnte auch Gottesdienste für seine Kölner Gemeinde abhalten. Die katastrophalen Lebensumstände in Theresienstadt führten zu einer Verschlechterung des Gesundheitszustandes Isidor Caros. Er starb am 28. August 1943 an Unterernährung. In der im Lager ausgestellten offiziellen Todesfallanzeige wird als Todesursache eine Lungen- und Hirnhautentzündung angegeben. Der Ältestenrat gewährte Isidor Caro ein Einzelbegräbnis in Theresienstadt. Die Urne wurde mit allen anderen Urnen aus dem Lager im Oktober 1944 auf Befehl der Nazis in die Elbe geworfen.
Isidor Caro war Vorstandsmitglied des Vereins für jüdische Geschichte und Literatur, Mitglied des Kuratoriums der Jawne, der Rheinlandloge sowie ab 1914 Vorsitzender im Rheinisch-Westfälischen Rabbinerverband.

## Ehrungen und Gedenken
Am 4. Juli 1954 wurde auf dem jüdischen Friedhof in Bocklemünd in Anwesenheit von Klara Caro eine Gedenktafel an Dr. Isidor Caro am Mahnmal für die jüdische Bevölkerung Kölns angebracht. Im Andenken an Isidor Caro wurde 1970 eine Straße im Kölner Stadtteil Stammheim nach ihm benannt.
In Köln wurden an zwei Stellen Stolpersteine für Isidor Caro verlegt, vor seinem letzten regulären Wohnsitz, Ehrenfeldgürtel 171, und im Jahr 2003 vor dem Gymnasium an der Kreuzgasse, Vogelsanger Straße 1.

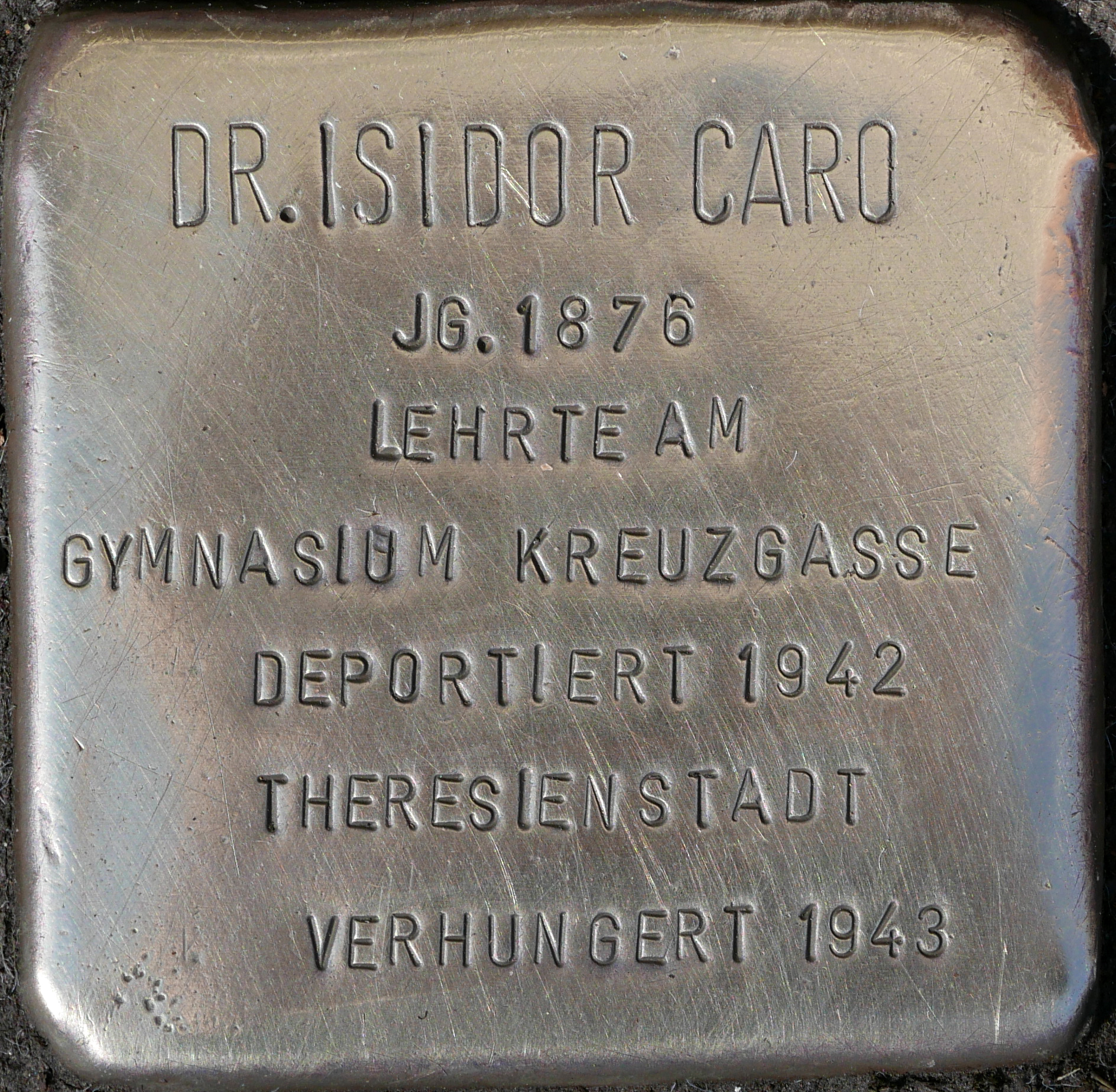
Stolperstein Vogelsanger Straße 1 (Gymnasium Kreuzgasse)
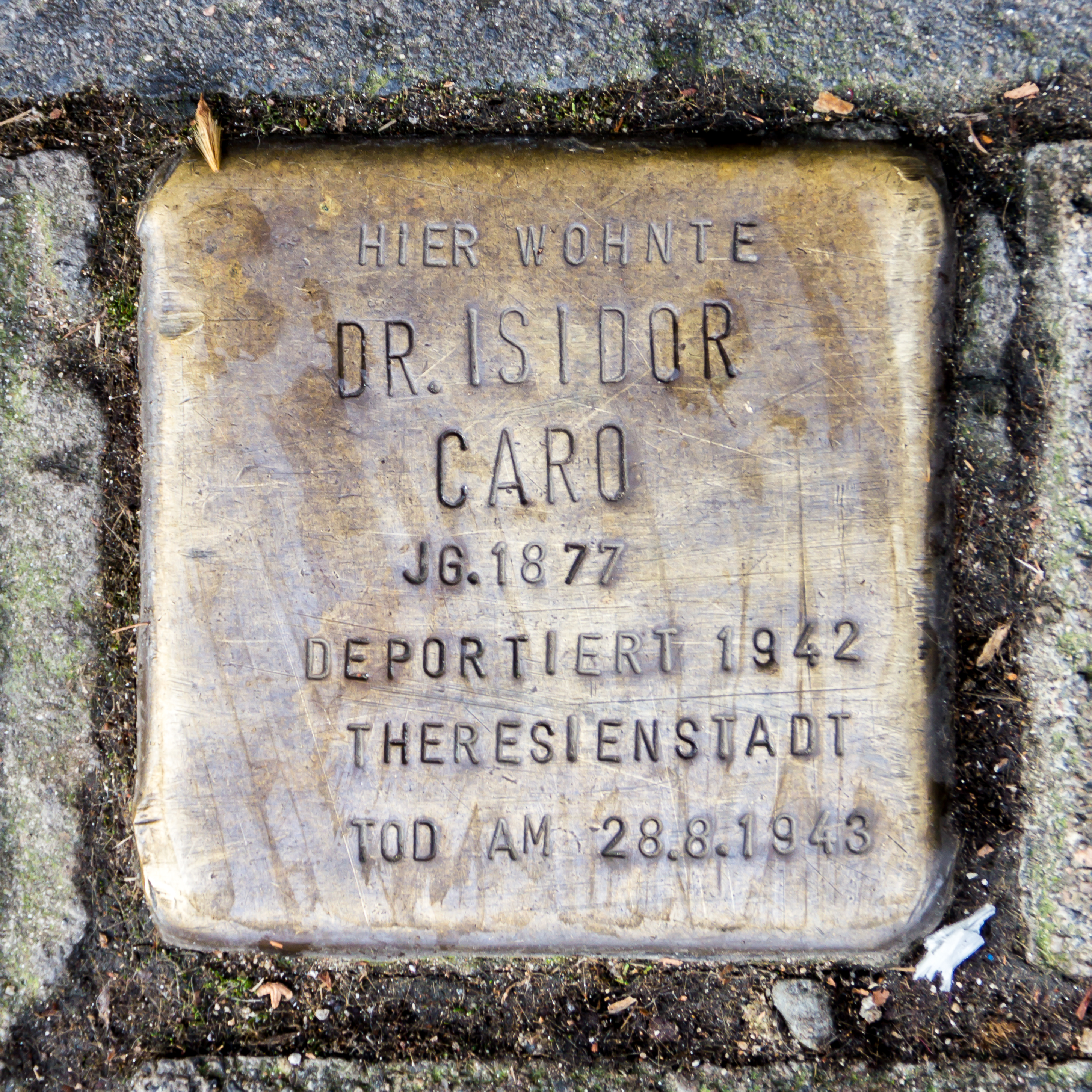
Stolperstein Ehrenfeldgürtel 171 (Wohnhaus)
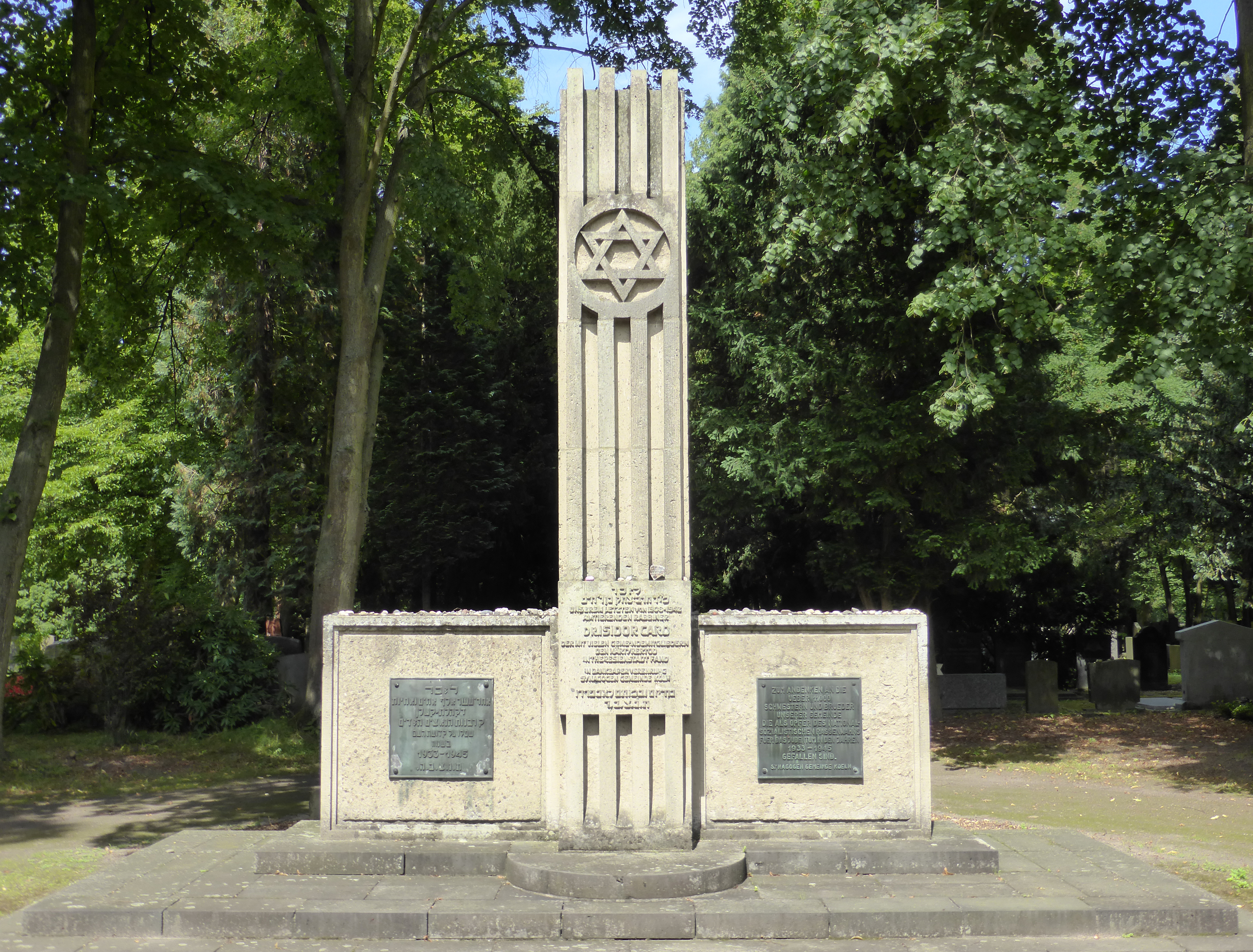
Ehrenmal für die Opfer der Shoah (Jüdischer Friedhof Bocklemünd)
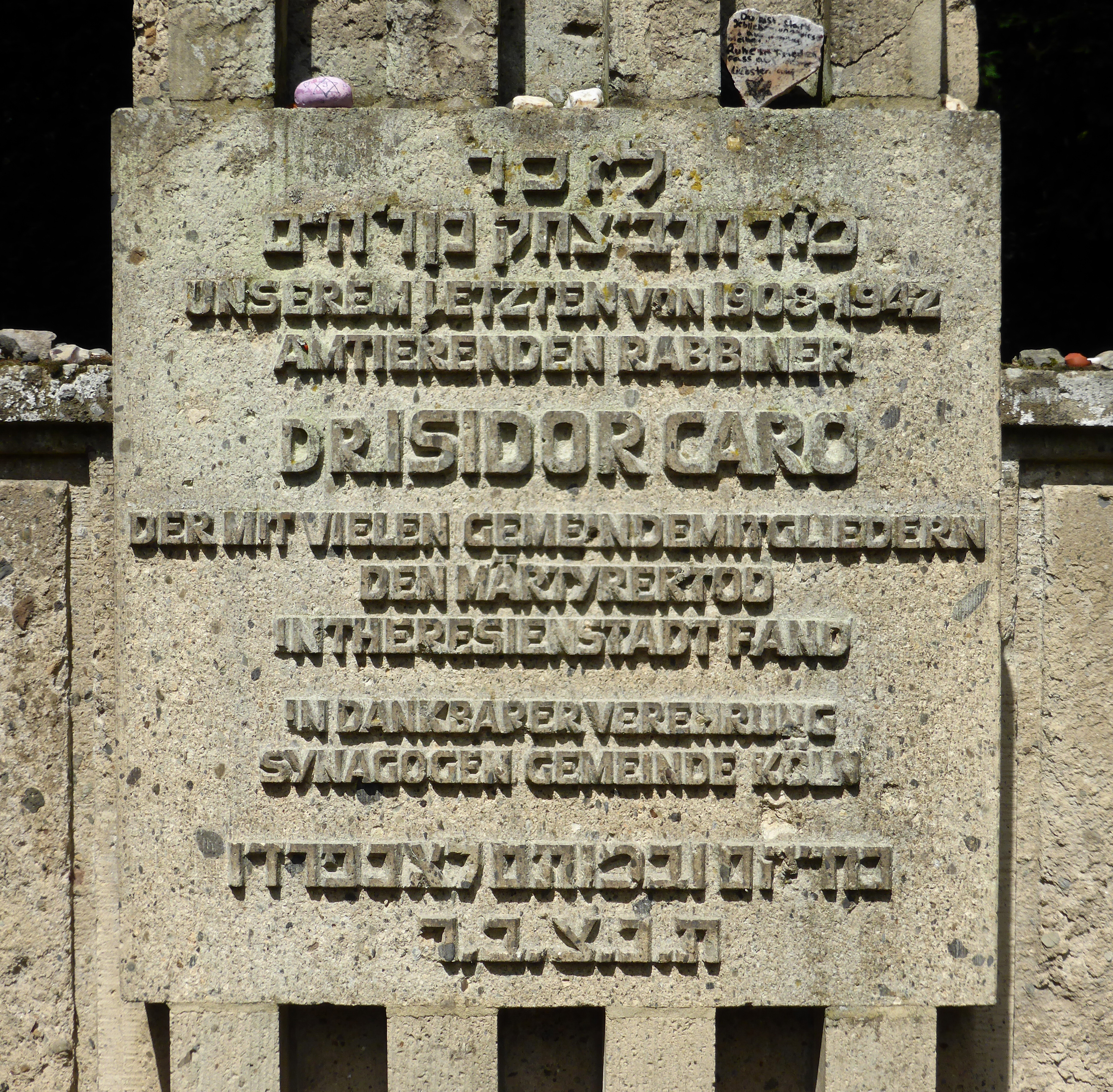
Inschrift auf dem Ehrenmal

## Werke
- Die Beziehungen Heinrichs VI. zur römischen Kurie während der Jahre 1190–1197, Dissertation 1902
- Geschichte der Rheinlandloge, 1913
- Wie wecken wir das religiöse Interesse?, 1926
- Über das Irrationale in der Religion und im Judentum, 1927
- Jüdische Aufgaben im modernen Strafvollzug. Zum Problem der jüdischen Gefangenenfürsorge, 1929